# Paio Pais
Paio Pais (? - 19 de Abril de 1233) foi um Bispo de Lisboa.

## Biografia
Pouco se sabe da sua vida, excepto que terá sido cónego na Sé de Viseu e D. Prior da Colegiada de Guimarães; em 1232 D. Pedro Pais foi eleito bispo de Lisboa, sucedendo ao bispo D. Vicente, que nunca tomou posse da cátedra episcopal. Nessa circunstância a morte o viria e encontrar, cerca de um ano depois.
Em Setembro de 1221, enquanto ainda chantre da Sé do Porto, terá efectuado a compra, não a particulares mas do próprio cabido do Porto de uma casa in rua qui dicitur Remolino e que é a primeira referência a uma propriedade dessa entidade religiosa. 
Em 1225 foi eleitor Prior da Real Colegiada de Guimarães, obtendo a confirmação pontifícia em 1226. Cessou funções com a sua eleição para Bispo de Lisboa. 
Em Abril de 1231 e em junho de 1232, enquanto ainda prior de Guimarães, terá efectuado outras duas compras, na mesma rua do Remolino, de duas novas casas, desta vez a particulares.
Pela escassez de dados disponíveis a seu respeito, Frei António Brandão, na sua Monarquia Lusitana, te-lo-á considerado inexistente, pois não o menciona no catálogo dos bispos ulixibonenses.